# 李钰 (演员)
李钰（1976年12月20日—2009年3月14日），原名李郁，女，陕西西安人，中国大陸演员，

## 生平
是上海戏剧学院1993级表演系学生。其代表作品是在琼瑶小说改编电视剧《情深深雨濛濛》中饰演方瑜一角。
2009年3月14日因患淋巴癌医治无效，在北京协和医院病逝，享年32歲。

## 作品

### 电视剧
- 《倩女幽魂之聶小倩》飾：聶小倩
- 《恋爱时节》 饰：钱惠珊（女主角）
- 《情深深雨蒙蒙》 饰：方瑜
- 《猎豹出击》 饰：容雨君（女主角）
- 《情义两重天》 饰：钟虹（女主角）
- 《末代皇妃》 饰：川岛芳子（反一号）
- 《醋溜族》 客串表妹小玉
- 《雾柳镇》饰紫苏（女主角）

### 电影
- 《恰同学少年》 饰：姗姗
- 《老婆万岁》 饰：曹蘭
- 《峡谷传奇》(《怒江魂》) 饰：娜斯雨
- 《蛇咒》 饰：瑪麗亞

## 資料來源
1. ↑  .   [2009-03-15]. （原始内容存档于2019-06-10）.